# Ruda (gromada w powiecie łukowskim)
Ruda (od 15 X 1957 Kobiałki Stare) – dawna gromada, czyli najmniejsza jednostka podziału terytorialnego Polskiej Rzeczypospolitej Ludowej w latach 1954–1972.
Gromady, z gromadzkimi radami narodowymi (GRN) jako organami władzy najniższego stopnia na wsi, funkcjonowały od reformy reorganizującej administrację wiejską przeprowadzonej jesienią 1954 do momentu ich zniesienia z dniem 1 stycznia 1973, tym samym wypierając organizację gminną w latach 1954–1972.
Gromadę Ruda z siedzibą GRN w Rudzie utworzono – jako jedną z 8759 gromad na obszarze Polski – w powiecie łukowskim w woj. lubelskim na mocy uchwały nr 13 WRN w Lublinie z dnia 5 października 1954. W skład jednostki weszły obszary dotychczasowych gromad Kobiałki Stare, Turzec, Kobiałki Nowe, Jamielnik Stary, Jamielnik Nowy, Jamielnik i Błażejki ze zniesionej gminy Prawda w tymże powiecie. Dla gromady ustalono 18 członków gromadzkiej rady narodowej.
Gromadę zniesiono 15 października 1957 w związku z przeniesieniem siedziby GRN z Rudy do Kobiałek Starych i zmianą nazwy jednostki na gromada Kobiałki Stare.